# إبراهيم واصف
إبراهيم واصف (بورسعيد، 4 نوفمبر 1908 ـ 17 مايو 1975) هو رباع أولمبي مصري، شارك في دورة الألعاب الأولمبية الصيفية 1936 بالعاصمة الألمانية برلين، وحصل فيها على الميدالية البرونزية بعد أن رفع وزنًا قياسيًا قدره 360 كيلوجرامًا.

## روابط خارجية
- إبراهيم واصف على موقع اللجنة الأولمبية الدولية (الإنجليزية)
- إبراهيم واصف على موقع أوليمبيديا (الإنجليزية)